# Рікардо Лукас
Рікардо Лукас Фігередо Монте Расо (порт. Ricardo Lucas Figueredo Monte Raso), також відомий як Додо (порт. Dodô; нар. 2 березня 1974, Сан-Паулу, Бразилія) — бразильський футболіст, що грав на позиції нападника. Виступав за національну збірну Бразилії.

## Клубна кар'єра
У дорослому футболі дебютував 1992 року виступами за команду клубу «Насьонал» (Сан-Паулу), в якій провів один сезон, взявши участь у 30 матчах чемпіонату.
Згодом з 1994 по 1996 рік грав у складі команд клубів «Флуміненсе», «Сан-Паулу» та «Парана».
Своєю грою за останню команду знову привернув увагу представників тренерського штабу клубу «Сан-Паулу», до складу якого повернувся 1996 року. Цього разу відіграв за команду із Сан-Паулу наступні три сезони своєї ігрової кар'єри. У складі «Сан-Паулу» був одним з головних бомбардирів команди, маючи середню результативність на рівні 0,95 голу за гру першості.
1999 року уклав контракт з клубом «Сантус», у складі якого провів наступні два роки своєї кар'єри гравця. Більшість часу, проведеного у складі «Сантуса», був основним гравцем атакувальної ланки команди. В новому клубі був серед найкращих голеодорів, відзначаючись забитим голом в середньому щонайменше у кожній третій грі чемпіонату.
Протягом 2001—2013 років захищав кольори клубів «Ботафого», «Палмейрас», «Ульсан Хьонде», «Ойта Трініта», «Гояс», «Аль-Айн», «Флуміненсе», «Васко да Гама», «Португеза Деспортос», «Гуаратінгета» та «Греміо Осаско».
Завершив професійну ігрову кар'єру у клубі «Барра да Тіжука», за команду якого виступав протягом 2013—2013 років.

## Виступи за збірну
1997 року дебютував в офіційних матчах у складі національної збірної Бразилії. Протягом кар'єри у національній команді, яка тривала один рік, провів у формі головної команди країни п'ять матчів, забивши два голи.